# العلاقات الباربادوسية الفيتنامية
العلاقات الباربادوسية الفيتنامية هي العلاقات الثنائية التي تجمع بين باربادوس وفيتنام.

## مقارنة بين البلدين
هذه مقارنة عامة ومرجعية للدولتين:
| وجه المقارنة                                              | باربادوس       | فيتنام           |
| --------------------------------------------------------- | -------------- | ---------------- |
| المساحة (كم2)                                             | 439            | 331.69 ألف       |
| عدد السكان (نسمة)                                         | 285.72 ألف     | 94.66 مليون      |
| الكثافة السكانية (ن./كم²)                                 | 65.08 ألف      | 285.39           |
| العاصمة                                                   | بريدج تاون     | هانوي            |
| اللغة الرسمية                                             | لغة إنجليزية   | اللغة الفيتنامية |
| العملة                                                    | دولار بربادوسي | دونغ فيتنامي     |
| الناتج المحلي الإجمالي (بليون دولار)                      | 4.80 مليار     | 234.19 مليار     |
| الناتج المحلي الإجمالي (تعادل القوة الشرائية) بليون دولار | 4.66 مليار     | 553.42 مليار     |
| الناتج المحلي الإجمالي الاسمي للفرد دولار أمريكي          | 15.43 ألف      | 2.48 ألف         |
| الناتج المحلي الإجمالي للفرد دولار أمريكي                 | 16.06 ألف      | 5.63 ألف         |
| مؤشر التنمية البشرية                                      | 0.795          | 0.666            |
| رمز المكالمات الدولي                                      | +1246          | +84              |
| رمز الإنترنت                                              | .bb            | .vn              |
| المنطقة الزمنية                                           | 00             | ت ع م+07:00      |

## منظمات دولية مشتركة
يشترك البلدان في عضوية مجموعة من المنظمات الدولية، منها:
| علم المنظمة | اسم المنظمة                        | تاريخ انضمام باربادوس | تاريخ انضمام فيتنام |
| ----------- | ---------------------------------- | --------------------- | ------------------- |
|             | مؤسسة التنمية الدولية              | 29 سبتمبر 1999        | 24 سبتمبر 1960      |
|             | يونسكو                             | 24 أكتوبر 1968        | 6 يوليو 1951        |
|             | وكالة ضمان الاستثمار متعدد الأطراف | 12 أبريل 1988         | 5 أكتوبر 1994       |
|             | الأمم المتحدة                      | 9 ديسمبر 1966         | 20 سبتمبر 1977      |
|             | الاتحاد البريدي العالمي            | ?                     | ?                   |
|             | البنك الدولي للإنشاء والتعمير      | 12 سبتمبر 1974        | 21 سبتمبر 1956      |
|             | الاتحاد الدولي للاتصالات           | 16 أغسطس 1967         | 24 سبتمبر 1951      |
|             | منظمة حظر الأسلحة الكيميائية       | ?                     | ?                   |
|             | مؤسسة التمويل الدولية              | 25 يونيو 1980         | 4 أغسطس 1967        |
|             | منظمة التجارة العالمية             | ?                     | 11 يناير 2007       |
|             | منظمة الشرطة الجنائية الدولية      | ?                     | ?                   |

## وصلات خارجية
- موقع وزارة الخارجية الباربادوسية
- موقع وزارة الخارجية الفيتنامية